# I Love Sarah
I Love Sarah was een Belgische noiseband die bestond uit gitarist Rutger De Brabander (alias Rudy Perdu, een naam die knipoogt naar Rudy Trouvé) en drummer/toetsenist Jeroen Stevens (alias Jani Jani). De bandnaam ontstond omdat beide bandleden een partner hadden die Sarah heette.
De opnames van zowel de officiële debuut-EP Hoekzetel Bruno (2007) als van het debuutalbum Isle of Sarah (2009) werden begeleid door Pascal Deweze.

## Discografie
- Toothbrush (Demo)
- Hoekzetel Bruno (EP)
- Isle of Sarah (LP)